# Distrito electoral de East Rock Bluff (condado de Cass, Nebraska)
East Rock Bluff (en inglés: East Rock Bluff Precinct) es un distrito electoral ubicado en el condado de Cass en el estado estadounidense de Nebraska. En el Censo de 2010 tenía una población de 1800 habitantes y una densidad poblacional de 34,03 personas por km².

## Geografía
East Rock Bluff se encuentra ubicado en las coordenadas 40°54′40″N 95°51′21″O / 40.91111, -95.85583. Según la Oficina del Censo de los Estados Unidos, East Rock Bluff tiene una superficie total de 52.89 km², de la cual 50.65 km² corresponden a tierra firme y (4.22%) 2.23 km² es agua.

## Demografía
Según el censo de 2010, había 1800 personas residiendo en East Rock Bluff. La densidad de población era de 34,03 hab./km². De los 1800 habitantes, East Rock Bluff estaba compuesto por el 96.89% blancos, el 0.56% eran afroamericanos, el 0.22% eran amerindios, el 0.28% eran asiáticos, el 0.72% eran de otras razas y el 1.33% pertenecían a dos o más razas. Del total de la población el 2.33% eran hispanos o latinos de cualquier raza.